# Idronio
Ione idronio è il termine obsoleto utilizzato in passato per indicare il catione ossonio, detto anche senza ambiguità idrossonio (o impropriamente idrogenione o semplicemente protone), con formula bruta reale H3O+, in quanto l'ossigeno forma tre legami covalenti di uguale lunghezza ed angoli di 108°, mentre il quarto orbitale ibrido sp3 è riempito da una coppia elettronica libera (lone pair, in inglese). Ciò rende il catione idrossonio un tipico acido di Brønsted-Lowry.
Il catione è responsabile del carattere acido di tutte le sostanze in ambiente acquoso e del relativo effetto livellante. Esso consiste in un catione derivante direttamente dalla formazione di un legame covalente fra uno ione H+ (denominato idrone, che in soluzione acquosa non può esistere allo stato libero) e una molecola di H2O. Si trova secondo la teoria di dissociazione di Brønsted-Lowry di sostanze anfotere e in tutti gli acidi inorganici e organici, siano essi forti o deboli.
In conclusione, lo ione idrossonio ha una struttura tetraedrica; l'atomo di ossigeno ibridato sp3 è posto al centro del tetraedro, i tre atomi di idrogeno occupano i tre vertici della base triangolare, mentre il quarto orbitale sp3 è occupato da una coppia di elettroni di non legame, o "lone pair", che è responsabile della maggior parte delle proprietà chimico-fisiche del catione stesso. I tre angoli di legame H-O-H sono approssimativamente di 108°. Esperimenti di marcatura radioisotopica con trizio hanno evidenziato che i tre atomi di idrogeno sono equivalenti, ovvero quando lo ione ossonio si dissocia per tornare a formare acqua, lo ione H+ scambiato non è necessariamente quello acquisito in precedenza. In soluzione acquosa il catione idrossonio stabilisce legami a idrogeno solvatandosi con ulteriori tre molecole di acqua, assumendo la struttura più complessa (e maggiormente in accordo coi dati sperimentali) H9O4+. L'originale meccanismo di Grotthuss rende conto della peculiare dinamica e cinetica di trasferimento del protone in soluzione acquosa.

## Produzione di cationi idrossonio: sostanze anfotere e acidi
Il catione H3O+ è naturalmente presente nelle sostanze anfotere in soluzione acquosa, come ad esempio l'anione idrogenocarbonato HCO3-, l'anione mono-idrogenosolfato HSO4- e l'acqua stessa (vedi autodissociazione dell'acqua). Esso deriva dall'equilibrio di autoprotolisi, secondo il quale queste sostanze tendono a perdere un protone tramutandosi nella propria base coniugata e liberando un protone H+; questo non può esistere libero in soluzione e, come detto in precedenza, si lega all'acqua formando un catione idrossonio.
 Alcuni esempi sono:
{\displaystyle {\ce {HSO4^- + H2O <=> SO4^2- + H3O+}}}
{\displaystyle {\ce {HCO3- + H2O <=> CO3^2- + H3O+}}}
Inoltre, anche gli acidi in soluzione acquosa contengono ioni idrossonio a diverse concentrazioni; proprio da questo valore, esprimibile come [H3O+], dipende poi il pH delle sostanze. Gli acidi forti si ionizzano (dissociano) completamente se disciolti in acqua, e - poiché tutte le reazioni chimiche sono di equilibrio -  la loro reazione di dissociazione è completamente spostata verso destra. Un esempio è la seguente:
{\displaystyle {\ce {HCl + H2O -> Cl- + H3O+}}}
Gli acidi che invece sono definiti deboli danno luogo a reazioni di equilibrio di dissociazione in soluzione acquosa con formazione di cationi idrossonio. Ciò è quanto per esempio accade all'aceto, che è essenzialmente una soluzione acquosa diluita di acido acetico:
{\displaystyle {\ce {CH3COOH + H2O <=> CH3COO- + H3O+}}}
Infine, il catione idrossonio è presente anche nelle soluzioni delle sostanze che non hanno carattere acido, le basi, ma in concentrazioni assolutamente trascurabili, in quanto dev'essere sempre rispettato il valore del prodotto ionico dell'acqua KW = [H3O+] [OH-] che è pari a 1,0×10−14 M2 in condizioni standard.